# Diamantino (kommun)
Diamantino är en kommun i Brasilien.   Den ligger i delstaten Mato Grosso, i den centrala delen av landet, 1 000 km väster om huvudstaden Brasília. Antalet invånare är 20 420.
Följande samhällen finns i Diamantino:
- Diamantino

I omgivningarna runt Diamantino växer i huvudsak städsegrön lövskog. Runt Diamantino är det mycket glesbefolkat, med 2 invånare per kvadratkilometer.